# Gabbionata
La gabbionata è una variante del calcio che si gioca a Livorno e in alcune parti della provincia di Pisa.

## Origine e diffusione

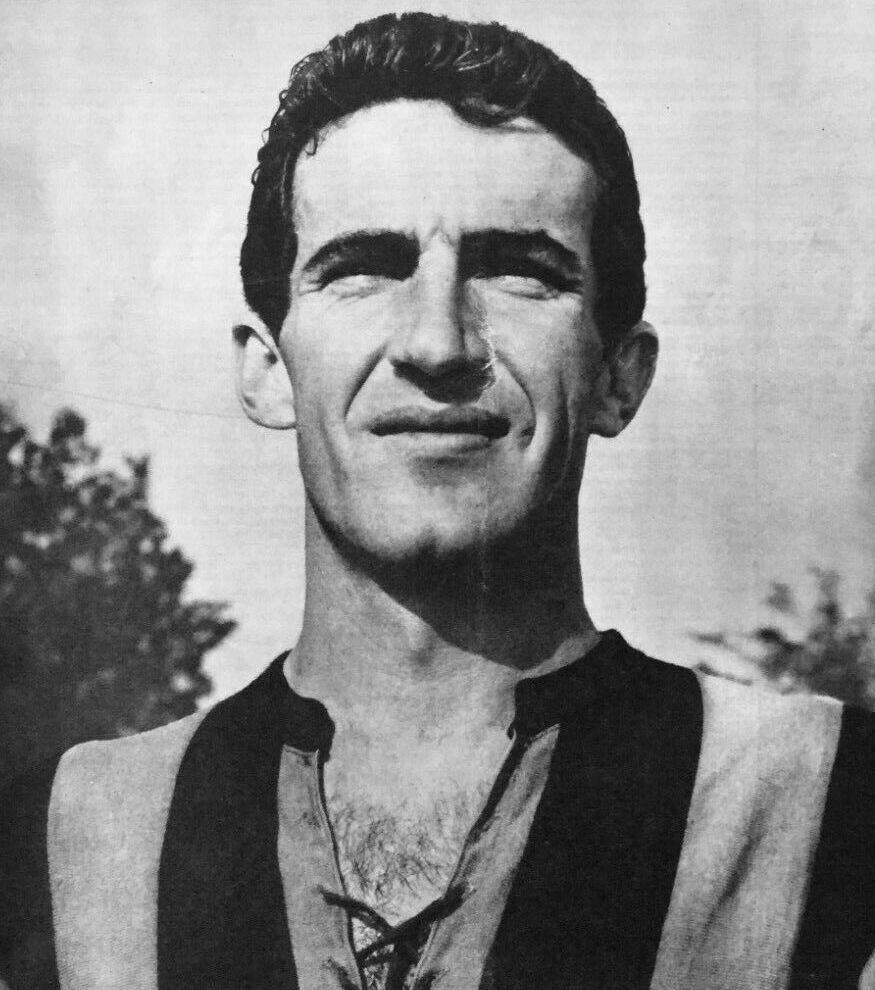
Il calciatore livornese Armando Picchi, ideatore della gabbionata.

Nel 1953 il calciatore Armando Picchi, abituale frequentatore dei Bagni Fiume a Livorno, fece costruire sul campo di basket dello stabilimento balneare un "gabbione", ovvero un campo recintato da una rete metallica alta circa cinque metri, in modo che il pallone calciato non finisse mai in mare. Le prime "gabbionate" furono disputate tra Picchi e i suoi amici, Enrico Capecchi, Enrico "Eolo" Falorni e Mauro Lessi. Negli anni sessanta, quando Picchi divenne il libero dell'Inter, si trovarono a giocare nel gabbione molti calciatori nerazzurri in vacanza estiva in Toscana, tra cui si ricordano Luis Suárez, Giacinto Facchetti, Tarcisio Burgnich, Mario Corso e Aristide Guarneri.
Subito dopo altri stabilimenti balneari livornesi adottarono e realizzarono quest'idea, che si diffuse anche nel litorale pisano. Per poter giocare alla gabbionata d'inverno, vennero costruiti gabbioni presso strutture e centri sportivi della città. La gabbionata ha preceduto sport similari e di maggior successo come lo showbol e l'indoor soccer statunitense. Da essa è derivata la "gabbia", un sistema di allenamento utilizzato soprattutto da Arrigo Sacchi, Corrado Orrico, Luigi Maifredi e Roberto Donadoni.

## Regole
La misura del campo è similare a quello del calcetto anche se a differenza di quest'ultimo e del calcio non ha linee laterali e di fondo. Il pallone quindi non esce mai ed è sempre in movimento, eccetto quando viene commesso un fallo, che però è fischiato raramente in caso di contatto fisico. Le porte hanno una base di circa un metro e un'altezza di due metri. Se quindi, per ovvie ragioni, è difficile inquadrare la porta, a vantaggio dell'attaccante c'è il fatto che si troverà di fronte un portiere che non può parare con le mani. Le partite durano due tempi da 30' ciascuno.
Da notare come le suddette regole non appartengono a un regolamento ufficiale ma sono quelle stilate alle origini dai primi giocatori del tempo, Picchi in primis, e tramandate alle successive comunità di giocatori insieme a un codice d'onore che implica l'estremo rispetto dell'avversario, data la ristrettezza del campo di gioco e la pericolosità del fondo del medesimo (in origine di cemento).